# Општина Филипештиј де Тарг (Прахова)
Филипештиј де Тарг (рум. Filipeştii de Târg) општина је у Румунији у округу Прахова.
Oпштина се налази на надморској висини од 242 m.